# Stanisław Pokrzywnicki
Stanisław Aleksander Pokrzywnicki (ur. 1 maja 1909 w Sójkach, zm. 20 listopada 1993 w Warszawie) – pułkownik, polski lekarz wojskowy, anestezjolog, współtwórca polskiej szkoły anestezjologicznej, współzałożyciel i kierownik pierwszej w Polsce Katedry Anestezjologii w Wojskowej Akademii Medycznej w Łodzi, wieloletni specjalista krajowy w zakresie anestezjologii, kombatant II wojny światowej.

## Życiorys
W 1929 roku złożył egzamin dojrzałości w Gimnazjum i Liceum im. Gen. J.H. Dąbrowskiego w Kutnie. Rok później został przyjęty do Szkoły Podchorążych Sanitarnych w Warszawie. Jako podchorąży równocześnie studiował na Wydziale Lekarskim Uniwersytetu Warszawskiego. W 1936 roku uzyskał dyplom lekarza. Na stopień podporucznika został mianowany ze starszeństwem z 1 października 1936 i 2. lokatą w korpusie oficerów zdrowia, grupa lekarzy. Na stopień porucznika został mianowany ze starszeństwem z 19 marca 1939 i 13. lokatą w korpusie oficerów zdrowia, grupa lekarzy. W tym samym czasie pełnił służbę w 6 pułku lotniczym we Lwowie na stanowisku lekarza medycyny Bazy Lotniczej. 
W kampanii wrześniowej 1939 roku uczestniczył, jako lekarz III dywizjonu myśliwskiego. Po 17 września wraz z jednostką przekroczył granicę rumuńską, po czym przez Bejrut i Marsylię przedostał się do Wielkiej Brytanii.
W Polskich Siłach Powietrznych w Wielkiej Brytanii otrzymał numer służbowy RAF 82498. Służył między innymi jako lekarz 302 dywizjonu myśliwskiego oraz zastępca szefa służby zdrowia w dowództwie lotnictwa taktycznego. Za swój udział w wojnie został odznaczony między innymi czterokrotnie Medalem Lotniczym oraz brytyjskimi Defence Medal i War Medal 1939-1945. Po demobilizacji podjął specjalizację z anestezjologii na Uniwersytecie Oksfordzkim u profesora Roberta Macintosha, pioniera tej dziedziny medycyny. Do Polski powrócił w 1947 roku, wraz z żoną Marią, z pochodzenia Irlandką, oraz córką.
W latach 1948–1961 pracował w II Klinice Chirurgicznej Uniwersytetu Łódzkiego, pod kierownictwem profesorów Jerzego Rutkowskiego i Jana Molla. W 1949 roku uzyskał stopień doktora medycyny, na podstawie pracy 63 przypadki zastosowania ciał czynnych kurary w znieczuleniu ogólnym, w 1955 roku został docentem, jako pierwszy polski anestezjolog. W 1961 roku został ponownie powołany do służby wojskowej, jako kierownik powstałej 4 grudnia, pierwszej w Polsce Katedry Anestezjologii Wojskowej Akademii Medycznej w Łodzi. W 1962 roku objął równolegle stanowisko specjalisty krajowego w zakresie anestezjologii, którym był do 1974 roku. W styczniu 1965 roku Katedra została przeniesiona do Warszawy i włączona do 2 Centralnego Szpitala Klinicznego WAM. W tym samym roku został mianowany profesorem nadzwyczajnym, w 1975 roku profesorem zwyczajnym.
Jego dorobek obejmuje 58 prac naukowych, redakcję szeregu podręczników i tłumaczeń. Był promotorem 29 doktoratów i opiekunem ośmiu habilitacji. W latach 1968–1988 był redaktorem naczelnym pisma „Anestezjologia Intensywna Terapia”. Należał do Towarzystwa Anestezjologów Polskich, w latach 1962–1970 był jego prezesem. Był także (1961–1968) przewodniczącym Komisji Anestezji i Resuscytacji Komitetu Nauk Klinicznych Polskiej Akademii Nauk. Otrzymał doktoraty honorowe Wojskowej Akademii Medycznej, Śląskiej Akademii Medycznej oraz Akademii Medycznej w Poznaniu. Był odznaczony Krzyżem Kawalerskim Orderu Odrodzenia Polski i Srebrnym Krzyżem Zasługi.
W stan spoczynku przeszedł w stopniu pułkownika w 1984 roku. Zmarł 20 listopada 1993 roku i został pochowany na Cmentarzu Wojskowym na Powązkach (kwatera G-1-21).